# World's Best News

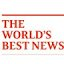
WBN-logo

World's Best News Nederland is een beweging die wil inspireren met vooruitgang. De organisatie is actief sinds 2016 en het initiatief is overgenomen uit Denemarken. In 2010 richten verschillende Deense ngo's een platform op om de Denen beter te informeren over de Millenniumdoelstellingen.
De Nederlandse World's Best News neemt de Duurzameontwikkelingsdoelstellingen als uitgangspunt. Het doel is Nederlanders te informeren over- en te inspireren met vooruitgang die op deze doelen wordt geboekt. Volgens de organisatie laten de gevestigde media dergelijk nieuws te veel liggen omdat het 'structurele ontwikkelingen' betreft die voor de gevestigde journalistiek niet voldoende 'nieuwswaardig' zijn.
World's Best News heeft een onafhankelijk redactiestatuut, maar valt bestuurlijk onder Partos, de branchevereniging voor ontwikkelingssamenwerking. Sinds 2016 is journalist Ralf Bodelier leider van World's Best News. 
World's Best News produceert wekelijks 'nieuws van de vooruitgang' dat wordt verspreid onder meerdere mediaorganisaties. Bovendien stelt WBN zich ten doel om volop deel te nemen aan maatschappelijke discussies en maandelijks enkele opiniestukken te publiceren in landelijke of regionale kranten. 
Jaarlijks organiseert WBN twee evenementen. Op 5 mei, Bevrijdingsdag, werkt ze samen met de 14 Bevrijdingsfestivals om het festivalpubliek te informeren over wereldwijde ontwikkelingen die sinds 5 mei 1945 werden geboekt. Half september organiseert World's Best News de 'Week van de Vooruitgang'. Dan richt de organisatie zich op de media en journalisten. Tijdens de Week van de Vooruitgang in 2017 publiceerde ze het 'Manifest voor Verantwoordelijke Journalistiek' dat door 90 Nederlandse journalisten werd ondertekend. 
World's Best News maakt gebruik van een netwerk aan vrijwilligers en onder haar ambassadeurs bevinden zich radiomaker Felix Meurders, journalist Charles Groenhuijsen, cabaretier Vincent Bijlo, kleinkunstenaar Peer de Graaf en fotomodel Samie Gaminde Bruers. 